# Jonathan Bennett (acteur)
Pour les articles homonymes, voir Jonathan Bennett et Bennett.
Jonathan Bennett, né le 10 juin 1981 à Rossford (Ohio), est un acteur et producteur américain, 

## Biographie

### Jeunesse et formation
Jonathan Bennett naît le 10 juin 1981 à Rossford, dans l'état de l'Ohio. Jeune, il suit des études d'art dramatique, avant de rejoindre New York.

### Carrière
En 2001, dès la fin de ses études, en l'espace d'un mois, Jonathan Bennett décroche le rôle de JR Chandler dans le feuilleton La force du destin (All My Children). Il part ensuite s'installer à Los Angeles et il tourne en guest star dans des séries comme Boston Public, New York, unité spéciale (Law & Order: Special Victims Unit) ou encore Veronica Mars.
En 2003, il fait ses débuts au cinéma dans le film indépendant Season of Youth de Eric Perlmutter qui lui vaut le prix du meilleur acteur au Festival International de Palm Beach dans la même année.
En 2014, il participe à 19e saison de Dancing with the Stars aux côtés de la danseuse professionnelle Allison Holker.
En 2019, il participe à la deuxième saison de Celebrity Big Brother (U.S.).

## Vie privée
En octobre 2017, Jonathan Bennett fait son coming out et révèle qu'il est en relation avec l'ancien candidat de The Amazing Race et présentateur de Celebrity Page (en), Jaymes Vaughan,. Depuis, il  est ouvertement homosexuel,. Ils se sont mariés au Mexique le 19 mars 2022.

## Filmographie

### En tant qu'acteur

#### Cinéma
- 2003 : Season of Youth d'Eric Perlmutter : Taylor
- 2004 : Lolita malgré moi (Mean Girls) de Mark Waters : Aaron
- 2005 : Amour à la dérive (Lovewrecked) de Randal Kleiser : Ryan
- 2005 : Treize à la douzaine 2 (Cheaper by the Dozen 2) d'Adam Shankman : Bud
- 2006 : Bachelor Party Vegas (en) (Vidéo) : Nathan
- 2009 : Van Wilder 3 : La Première Année de fac d'Harvey Glazer : Van Wilder
- 2011 : Slightly Single in L.A. (en) de Christie Will : Seven
- 2011 : Cats Dancing on Jupiter de Jordan Alan : Ben Cross
- 2012 : Divorce Invitation (en) de S. V. Krishna Reddy (en) : Michael
- 2012 : The Secret Village (en) de Swamy Kandan : Greg
- 2013 : Pawn de David A. Armstrong : Aaron
- 2013 : Anything Is Possible de Demetrius Navarro : George
- 2013 : Scribble : William
- 2013 : The Secret Village : Greg
- 2013 : Misogynist : Harrison
- 2014 : Authors Anonymous : William Bruce
- 2014 : Mining for Ruby : Andrew
- 2014 : A Christmas Kiss II : Sebastian
- 2015 : Paid in Full : Jack
- 2015 : Cats Dancing on Jupiter : Ben Cross
- 2015 : A Dogwalker's Christmas Tale : Dean Stanton
- 2016 : Submerged : Matt
- 2016] : Do Over : Anthony Campana
- 2016] : Romantically Speaking : Nathan
- 2016] : Deadly Retreat : Mike
- 2016] : Do You Take This Man : Christopher
- 2017 : Surprise Me : Danny
- 2018 : Stuck Out of Love : Kevin
- 2019 : The Haunting of Sharon Tate : Jay Sebring
- 2019 : The Never List : Mr. Snyder
- 2019 : The Dawn : William
- 2019 : Blue Call : Thomas James
- 2019 : Way to Abbottabad : Timothy

#### Téléfilms
- 2002 : Les Mystères d'Eastwick : Simon
- 2005 : 1/4life : Shane
- 2007 : Shérif, fais-moi peur : naissance d'une légende (The Dukes of Hazzard: The Beginning) : Bo Duke
- 2010 : La Fille de l'ascenseur : Nick Sweeney
- 2011 : The Last Resort : Andy
- 2013 : Accusée par erreur (The Wrong Woman) : Ben
- 2017 : Amoureusement votre : Jonathan
- 2018 : Sharknado 6 : It's About Time : Billy the Kid
- 2018 : L’ambassadrice de Noël : Steven
- 2020 : Noël chez les Mitchell ! (en) (The Christmas House) de Michael Grossman : Brandon Mitchell
- 2022 : Le nounou de Noël de Ali Liebert : Sam Dalton

#### Séries télévisées
- 1998 : The Bill : Youth
- 2001-2002 : La Force du destin (All My Children) : Adam « J.R » Chandler Jr.
- 2002 : New York, unité spéciale (Law & Order: Special victims Unit) (saison 4, épisode 2) : Kyle Fuller
- 2003 : Boston Public : Ethan Guest
- 2004 - 2005 : Veronica Mars : Casey Grant
- 2005 : Smallville : Kevin Grady
- 2007 : Cane : Brad
- 2009 : The Assistants : Zack Cooper
- 2013 : Hit the Floor : Lucas
- 2014 : L'Auberge des amoureux (Sweet Surrender) (Téléfilm) : Jerry
- 2016 : Awkward : Ethan
- 2019 : Celebrity Big Brother
- 2019 : Supergirl : Quentin
- 2020-2021 : Grey's Anatomy : Station 19 : Michael Williams

#### Clips vidéo
- 2018 : Thank U, Next de Ariana Grande : Aaron

### En tant que producteur
- 2002 : Say Cheese, Elohim